# Nanban

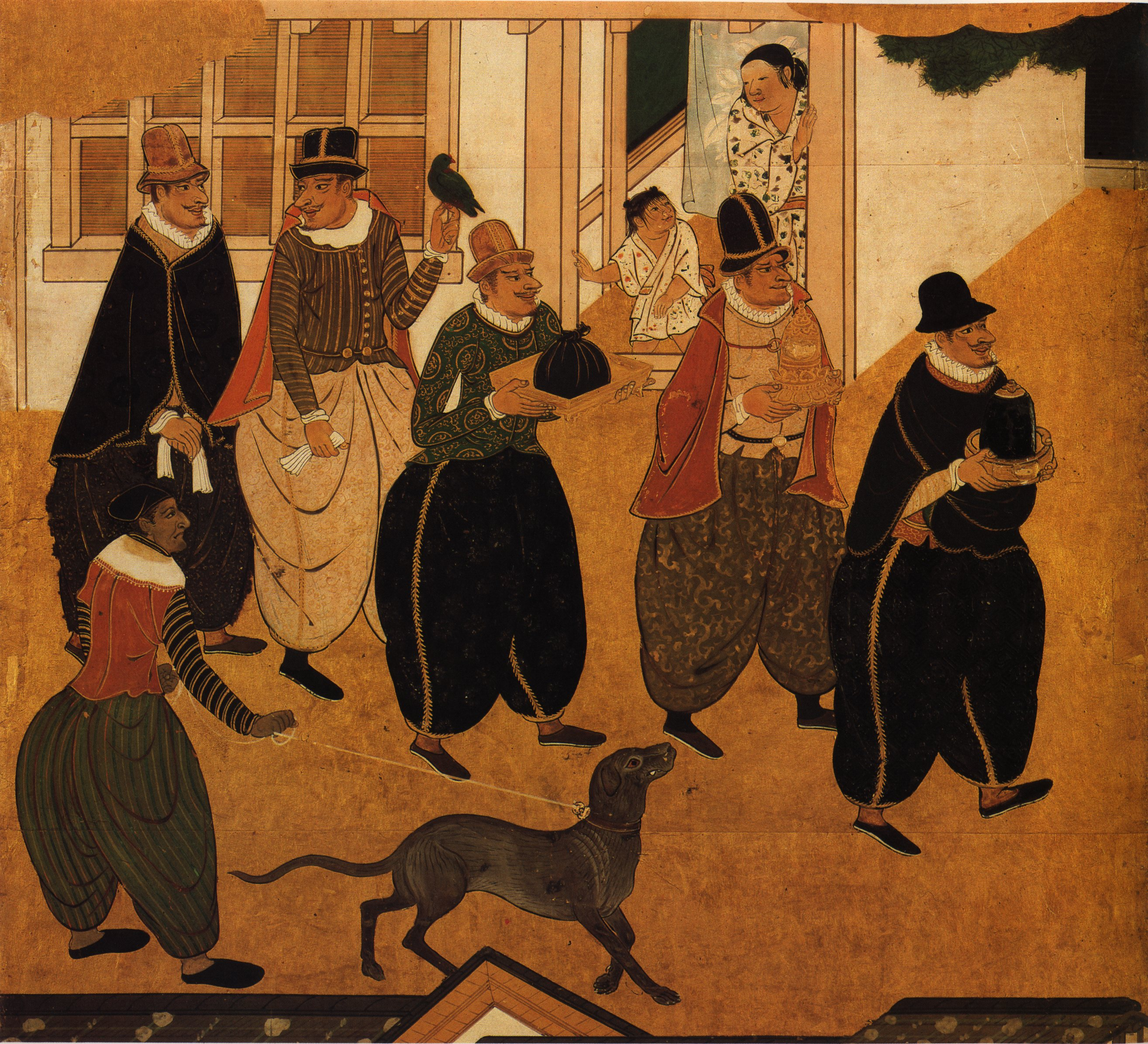
Detalle de un biombo nanban (hacia 1593-1600) atribuido a la escuela Kanō

El arte nanban o namban (南蛮美術) al arte japonés de los siglos XVI y XVII influido por los contactos con los nanban (南蛮) (‘bárbaros del sur’), comerciantes y misioneros procedentes de Europa y muy particularmente de Portugal y España. 

## Contexto
El nombre «nanban» deriva de nanban-jin, o «bárbaros del sur», sobrenombre que los japoneses dan a los europeos. El arte nanban se desarrolla en Japón entre los siglos XVI y XVII, durante la época del comercio con los namban. Tiene origen en los primeros contactos con los europeos, iniciados con la llegada de los portugueses a la isla de Kyushu en 1543. Por eso esta expresión artística refleja los contactos comerciales en uno de los primeros momentos conocidos de occidentalización de Asia.

## Biombos

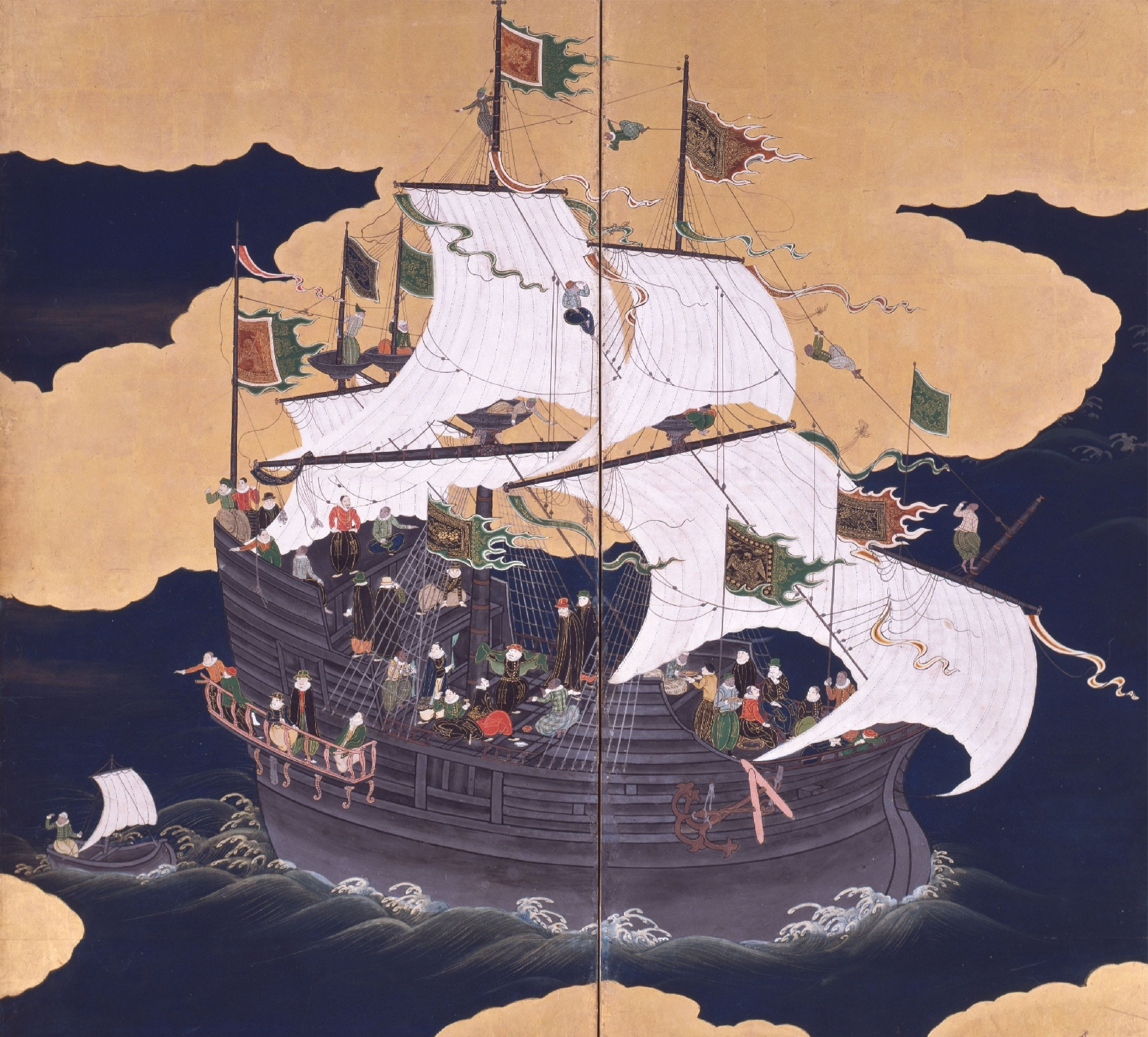
Carraca portuguesa representada en un biombo namban

Aunque se producen algunos iconos cristianos y otros objetos, los biombos (南蛮屏風) o mamparas plegables del arte namban son particularmente notables. Se componen  de 6 hojas cuyo bastidor se recubre de una fina capa de laca. Constan de dos elementos de seis hojas articuladas, pero los hay de más piezas. Los pintores los transportan en una caja de madera ligera, recubiertos por una serie de hojas de papel, con un fondo de oro batido. Los biombos suelen fabricarse por pares para dividir el espacio en las habitaciones, y pueden destinarse a grandes espacios ceremoniales. La lectura se hace de izquierda a derecha.
En general, los biombos nanban son equiparables a un libro ilustrado o un cómic, que cuenta la travesía de los portugueses a Japón en 1543 y el encuentro de dos civilizaciones distintas y casi opuestas. Se puede hablar de un «choque de civilizaciones» ocurrido a partir de la época de los intercambios comerciales y culturales representados en 2 biombos. Con estos, los japoneses crean una representación un tanto idílica de la travesía, que no corresponde a la realidad. De hecho, los viajes eran largos, peligrosos y acompañados de enfermedades, tragedias y muerte.

## Temas representados

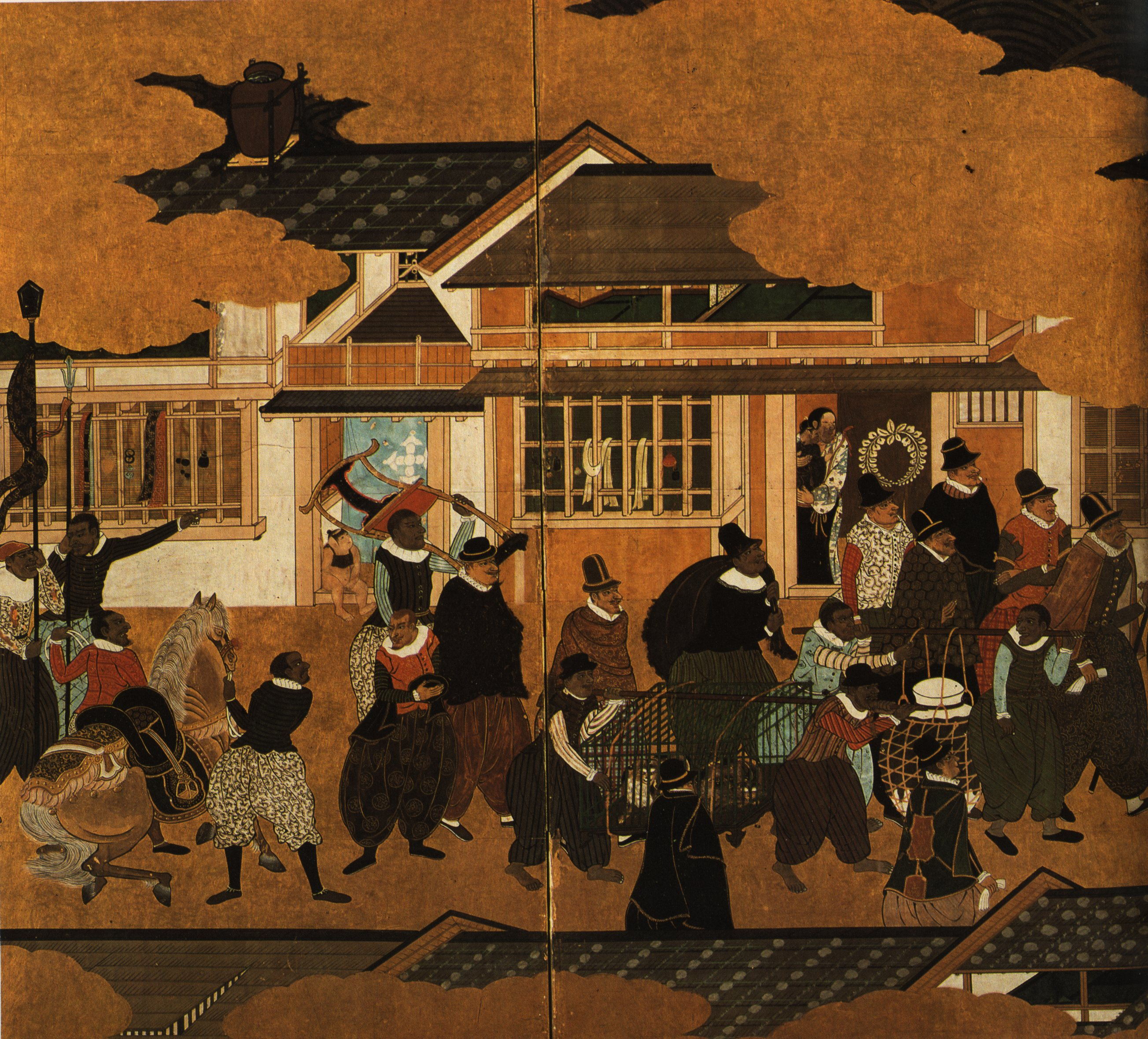
Bárbaros del sur, atribuido a la Escuela Kanō, entre 1593 y 1600.

Los japoneses tienen una cultura muy refinada y respetuosa, lo que establece, a su parecer, un contraste con los portugueses, llamados por lo mismo «bárbaros del sur». Efectivamente, al japonés le gusta ridiculizar y caricaturizar a los portugueses, que le parecen como los personajes de la comedia del arte. Los representan vestidos con pantalones bombachos y trajes extravagantes, y provistos de narices largas. Así identifican también las sedas de China, los animales exóticos y los demás productos comercializados por los portugueses en los diferentes puertos de Oriente. De hecho, los japoneses muestran la historia de los portugueses desde un punto de vista oriental hipercrítico, que los ve como seres de otro mundo.
Encontramos representadas en los biombos las diferentes clases sociales:
- El clérigo: los miembros de las diversas órdenes de misioneros
- El capitán de navío
- La burguesía comerciante (con la presencia de mercancías preciosas y exóticas)
- Los marineros

Por otra parte, la nave se compara con un circo y la tripulación con acróbatas. Por medio de sus biombos los japoneses valorizan su país porque sus pinturas representan un ambiente feliz y festivo, lo que es una novedad. A juzgar por los biombos, los marineros están felices de haber encontrado un nuevo mundo maravilloso, mejor aún que en sus sueños. Lo demás está constituido por efectos hiperbólicos. Sin embargo, estos dos pueblos tan distintos contribuyen a enriquecerse entre sí en un marco apacible y respetuoso. Por ejemplo, la cocina japonesa influye en la portuguesa por el uso del cilantro, y esta enriquece a aquella con nuevos platos como el tempura.

## Posteridad

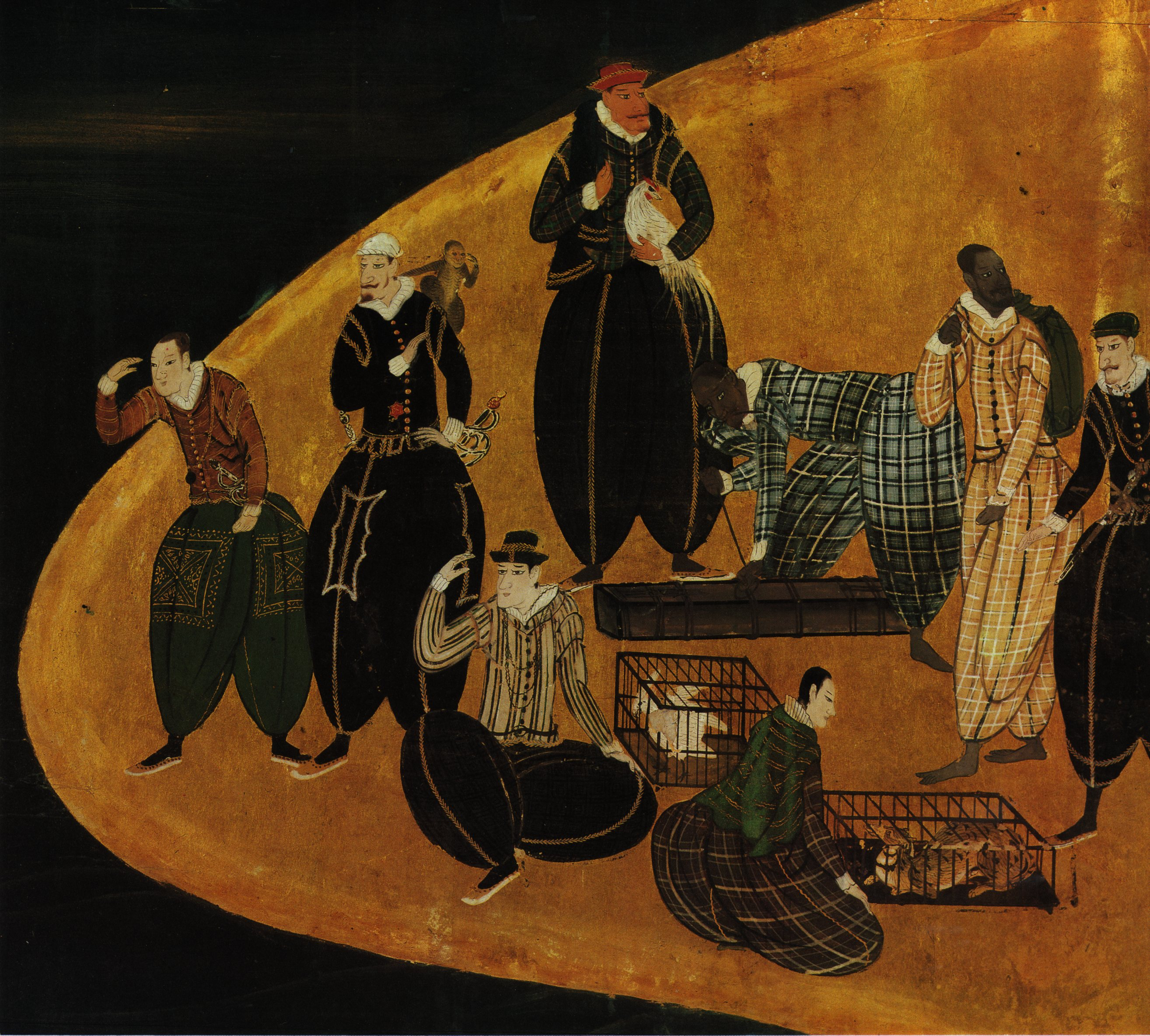
Bárbaros del sur, atribuido al pintor Kanō Naizen (1570-1616).

Los artistas de la escuela Tosa se unan a los de la escuela Kanō y combinan temas relativos a los  extranjeros con el estilo japonés de pintura. Los cánones del arte occidental de este periodo, como la perspectiva lineal y otros materiales y técnicas, parecen haber tenido poca influencia duradera. La persecución y la prohibición del cristianismo desde fines del siglo XVI, así como la política de aislamiento nacional de los Tokugawa que cierra en gran parte el Japón al contacto con el extranjero en la década de 1630, suponen la decadencia del arte namban.
Mientras que el japonismo no se desarrolla en Occidente sino hasta después de la reapertura de Japón en las décadas de 1850 y 1860, hay pruebas de la influencia japonesa anterior en el arte de la Nueva España.

## El nanban en la actualidad
Las dos mayores colecciones de arte namban se conservan en el Museo municipal de Kobe, en Japón, así como en el Museo Nacional de Arte Antiguo de Lisboa, donde está expuesta una importante colección de biombos que muestran a los portugueses comerciando en Japón.
Por otra parte, en el pabellón de Portugal de la Exposición universal de 1998 se presentó una película de animación para difundir esta cultura desconocida y representada implícitamente por los biombos. Por ejemplo, cuando los Japoneses están de luto, se visten de blanco a diferencia de los occidentales, que prefieren el negro. O bien, los niños aprenden a escribir antes de leer, mientras que la enseñanza de la lectoescritura se hace al revés en la cultura occidental. La poeta Sophia de Mello Breyner Andresen compuso un poema que describe los biombos namban utilizando metáforas y sinestesia para mostrar las preferencias de los Japoneses.